# Безверхий Антон
Анто́н Безве́рхий(?-1932?) — анархіст, учасник махновського руху.

## Життєпис
Народився в кінці дев'ятнадцятого століття в селянській родині в селі Времьевка Бахмутського повіту. (Маріупольського повіту)
З 1918 року брав участь у повстанському русі в Донбасі, в 1921 році покинув загони махновців і повернувся в рідне село.
Під час колективізації брав участь у створенні колгоспів. На початок 1930-х років був бригадиром у колгоспі. У 1932 заарештований ОГПУ за звинуваченням в керівництві підпільною групою і антирадянської агітації. Подальша доля невідома.